# ميخائيل دبليو. ألين
ميخائيل دبليو. ألين (بالإنجليزية: Michael W. Allen)‏ هو مسير أعمال أمريكي، ولد في 1946.